# Fabbrica d’Armi Pietro Beretta
Fabbrica d’Armi Pietro Beretta S.p.A. – włoskie przedsiębiorstwo produkujące broń strzelecką. Od 1999 roku część holdingu Beretta. Właściciel marki Beretta.

## Historia
Pierwsza wzmianka o rusznikarzach o nazwisku Beretta pracujących w rejonie miasta Brescia pochodzą z 3 października 1526 roku, kiedy to Bartholomeo Beretta został odnotowany jako dostawca 185 luf do arkebuzów produkowanych w arsenale Wenecji.
Przedsiębiorstwo Beretta powstało oficjalnie w 1680 roku. Produkowało wtedy broń wojskową i myśliwską sygnowaną literami PB. Przedsiębiorstwo Pietro Beretta było przedsiębiorstwem rodzinnym. W XIX wieku kierowali nim Pietro Antonio Beretta (1791-1853) i Giuseppe Beretta (1840-1903).Pierwszy z nich otrzymał duże zamówienie na karabiny dla armii napoleońskiej, ale po bitwie pod Waterloo nastąpiło załamanie na rynku broni wojskowej i firma przerzuciła się na produkcję broni myśliwskiej i sportowej.
Gwałtowny rozwój przedsiębiorstwa był związany z wybuchem I wojny światowej. Pietro Beretta (1870-1957) uzyskał po jej wybuchu duże zamówienia na pistolet Beretta M1915 od armii włoskiej. Związane z tym zamówieniem subwencje rządowe pozwoliły rozbudować i zmodernizować znajdującą się w rękach rodziny Beretta wytwórnię broni.
W okresie międzywojennym przedsiębiorstwo Beretta pozostało głównym dostawcą pistoletów dla armii włoskiej. Dostarczało jej pistolety M1934 i M1935. Jednocześnie Beretta stała się jednym z czołowych europejskich producentów pistoletów sprzedawanych na rynku cywilnym. Beretta M1934 zamyka pierwszą linię pistoletów Beretty z zamkiem swobodnym, wprowadzającą charakterystyczną linię z dużym wycięciem na wierzchu zamka. M1934 była w arsenale Jamesa Bonda poprzednikiem Walthera PPK/S, który pojawia się dopiero w czwartej książce cyklu.
Od 1938 roku w ofertę przedsiębiorstwa rozszerzono o pistolet maszynowy M1938.
Po II wojnie światowej zakłady Beretta nadal produkowały broń strzelecką. Poza kontynuacją produkcji przedwojennych modeli uruchomiono licencyjną produkcję karabinów M1 Garand. W latach pięćdziesiątych XX wieku rozpoczęto produkcję pierwszego pistoletu Beretta z zamkiem ryglowanym (M1951), a także nowego pistoletu maszynowego M12. W 1959 roku rozpoczęto produkcję karabinu BM59.
Lata sześćdziesiąte i siedemdziesiąte to okres dalszego rozwoju przedsiębiorstwa. Przedsiębiorstwo kierowane przez braci Giuseppe i Carlo Beretta utworzyło filie w Grecji, Francji i USA. W tym okresie powstała najbardziej znana konstrukcja przedsiębiorstwa – pistolet Beretta 92.
W latach osiemdziesiątych przedsiębiorstwo Beretta wygrało konkurs na dostawy pistoletów dla sił zbrojnych USA. Produkowany w specjalnie wybudowanej fabryce w Accokeek w stanie Maryland pistolet otrzymał wojskowe oznaczenie M9. W związku z utworzeniem amerykańskiej filii fabryki Beretty utworzono spółkę Beretta USA.
W latach osiemdziesiątych Beretta zaczęła nabywać akcje innych przedsiębiorstw produkujących broń strzelecką. Między innymi w roku 1983 zakupiła duży pakiet akcji Benelli Arms. W 1995 roku w związku z przejęciem pakietu kontrolnego przedsiębiorstwa Luigi Franchi S.p.A. koncern zreorganizowano. Utworzono holding Beretta Holding Group w skład którego weszły przedsiębiorstwa Fabbrica d’Armi Pietro Beretta S.p.A., Beretta USA i Luigi Franchi.
W ramach holdingu Beretta zajmuje się produkcją pistoletów, strzelb myśliwskich i broni wojskowej. Pod marką Beretta sprzedawane są także niektóre produkty innych spółek holdingu (np. rewolwer Beretta Stampede produkowany przez Uberti Replicas).

## Broń produkowana przez firmę Fabbrica d’Armi Pietro Beretta S.p.A.

### Pistolety
- - Model 1915/1917
  - Model 1919
  - Model 1922
  - Model 1923
  - Model 1931
  - Model 1934
  - Model 1935
  - Beretta 318
  - Beretta 418/420/421
  - Beretta 948
  - Beretta 949 Olimpico
  - Beretta 950
  - Beretta 951
  - Beretta 951R
  - Beretta 70/71/72/73/74/75/Jaguar
  - Beretta 76
  - Cheetah (Model 83/84/85/86/87)
  - Beretta 92/96/98/99
  - Beretta 93R
  - Beretta 21 Bobcat
  - Beretta 89
  - Cougar
  - Beretta 87 Target
  - Beretta 9000 S
  - Px4 Storm
  - FN 140DA (na zamówienie firmy FN, nie sprzedawany pod własną marką)

### Pistolety maszynowe
- Beretta M1918
- Beretta M1938
- Beretta Model 3
- Beretta M12/M12S

### Karabinyikarabinki
- - M1 Garand (na licencji)
  - BM59
  - AR70
  - AR 70/90
  - M501 (Beretta Sniper)
  - Cx4 Storm
  - Rx4 Storm
  - Beretta ARX